# Sexfälla
Sexfälla, eller honungsfälla är en organiserad typ av handling, plan eller scenario där man använder en förförisk kvinna eller man för att komma åt information eller för att få personen att utföra någon bedräglig handling. utan att personen är medveten om det.
Sexföllor används i olika scenarier inom spionage där en agent aktivt går in i ett romantiskt eller sexuellt förhållande med en civilt eller officiellt anställd och försöker utnyttja intimiteten för att manipulera eller tvinga personen att utpressa sitt mål eller för att komma åt hemlig information.
Uttrycket används även privat, där en klassisk sexfälla används till exempel för att få bevis för att någons maka/make ägnar sig åt något icke önskvärt eller för att testa någons trohet. Sexfällor används också i utpressningssyfte.
På engelska används uttrycket "honey trap". Honey beyder förutom honung också en person som är älskad, sötnos eller ens käraste.[källa behövs]                                                                                            
Som parallell finns den så kallade Femme fatale. Hon förekommer främst i skönlitteraturen där hon främst verkar på egen hand och för egen vinning när hon charmerar och förtrollar sina älskare. Ofta leder det för älskaren till kompromissfulla och dödliga fällor.

## Exempel
Stasi, den tidigare östtyska säkerhetspolisen, använde sexfällor som under falsk identitet verkade i Västtyskland för att komma åt hemlig information och för att få inflytande över personer med viktiga positioner. Dessa personer kallades Romeoagenter för män respektive Venusagenter för kvinnor.
Mata Hari agerade som spion för Tyskland mot Frankrike under första världskriget från 1916. I augusti 1916 kontaktades hon av det franska kontraspionaget och lär ha arbetat för dem. Hon dömdes sedermera till döden och arkebuserades den 15 oktober 1917.                                    

## Populärkultur
Inom filmen, till exempel i James Bond-filmerna, används sexfällor.